# Complemento di quantità
Nella sintassi della frase semplice, il complemento di quantità precisa, per l'appunto, in che quantità è l'oggetto, l'animale, o la persona di cui si tratta (a) o con quanta intensità si è compiuta (o si sta compiendo) un'azione (b).
Il complemento risponde alle domande:
- in che quantità? (a)
- quanto? (b)

Si tratta di un complemento indiretto.

## Esempi
- (a) Lavorare molto significa guadagnare di più.
- (b) Si allontanò molto dai binari, prima dell'arrivo del treno.

## Come si presenta il complemento
Il complemento di quantità si può presentare come avverbio di quantità, che indica una misura o una quantità in modo imprecisato (molto, poco, tanto, troppo, discretamente, quanto, altrettanto, più, meno, abbastanza, parecchio, assai, affatto ecc.) o come locuzione del tipo: in grande/piccola quantità, appena appena, un po'.
Nel linguaggio comune si è soliti esprimersi usando "un sacco (di)". Spesso questa locuzione non sta a significare il sacco, la busta, ma a sostituire gli avverbi molto, tanto e simili.

## Particolarità del complemento
È un complemento molto generico, infatti si divide in molti complementi più specifici:
- di differenza
- di estensione
- di distanza
- di stima o valore
- di prezzo
- di peso e misura